# Catedral basílica de San Dionisio Areopagita (Atenas)

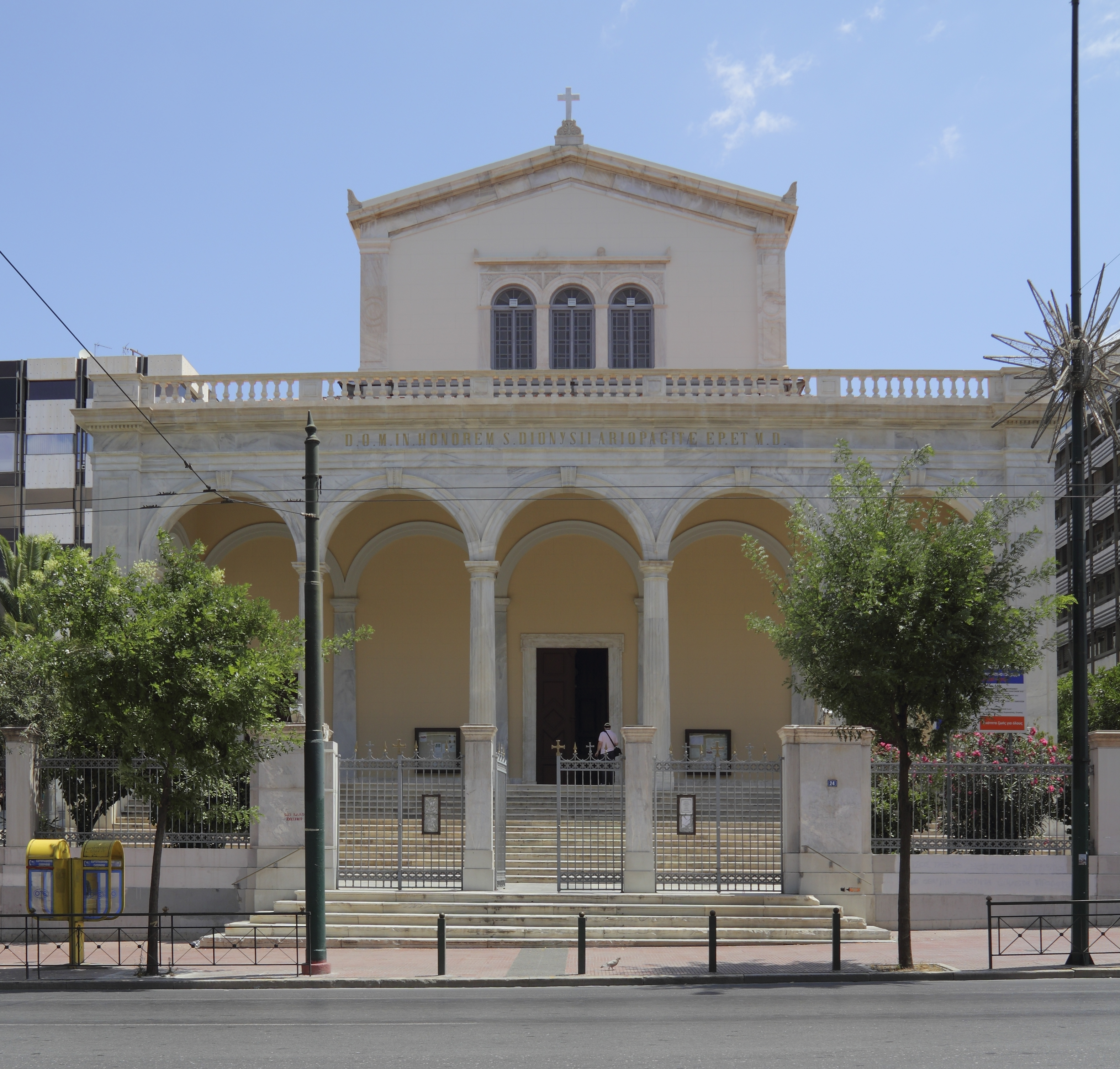
Catedral de Dionisio Areopagita de Atenas.

La Catedral de Dionisio Areopagita es la sede de la arquidiócesis de Atenas y la catedral católica de esta ciudad, la capital de Grecia. Está dedicada al santo ateniense San Dionisio Areopagita (uno de los santos patronos de Atenas).

## Historia
En 1847, la comunidad católica de Atenas, compró una parcela en 1853 para comenzar su construcción, que terminaría en 1865 debido a las dificultades de pago. El edificio está construido en estilo neo-renacentista según los planos del arquitecto alemán Leo von Klenze, bajo la dirección de Lisandro Kaftanzoglou. La fachada que da a la calle está inspirada en la Abadía de San Bonifacio en Múnich. El interior fue terminado en 1869, como un regalo del emperador Francisco José. Las ventanas del templo son de Carl Bouché.
La catedral recibió el rango de basílica menor en 1877, siendo de este modo el primer y único templo católico de Grecia en ostentar esta distinción papal. En la Catedral de San Dionisio de Atenas se celebró el 14 de mayo de 1962, el enlace entre los anteriores Reyes de España, Don Juan Carlos I de España y Doña Sofía.